# Joan de Cosme de Mèdici

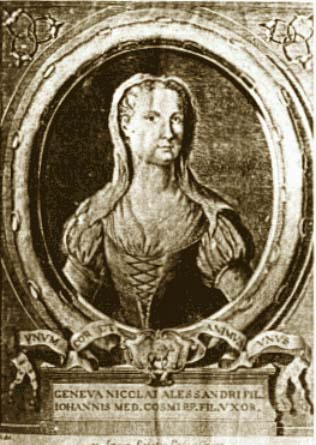
Fotografia de Ginebra degli Alessandrini

Joan de Cosme de Mèdici o senzillament Joan de Mèdici (en italià: Giovanni di Cosimo de'Medici) (Florència, República de Florència 1421 - íd. 1463) fou un noble florentí de la Dinastia Mèdici que va esdevenir un dels grans mecenes del Renaixement.
Va néixer el 3 de juliol de 1421 a la ciutat de Florència sent el fill petit de Cosme el Vell i Contessina de Bardi. Fou net de Joan de Mèdici i germà de Pere I de Mèdici. Es va casar el 20 de gener de 1453 amb Ginebra degli Alessandrini. D'aquesta unió nasqué Cosimino de Mèdici (1453-1459).
A diferència del seu germà va gaudir de bona salut i era vist per Cosme com el seu probable successor i va rebre també una educació humanística de qualitat, mostrant interès principalment per la música. Des de 1438 va dirigir la branca de la banca familiar a Ferrara.
En 1454 va ser escollit Prior de Florència i l'any següent va ser membre de la delegació que va rebre el papa Pius II a la ciutat. L'any següent fou nomenat per part de Cosme director general del Banc Mèdici, però, insatisfet amb la distracció de Joan amb les arts i altres activitats li fou nomenat un tutor, Francesco Sassetti.
Joan de Mèdicis va ser un famós mecenes de les arts, fent que Michelozzo Michelozzi li construís la Vil·la Mèdici de Fiesole, encara que probablement també hi col·laborà Leon Battista Alberti. Interessat per l'escultura i els instruments musicals, tingué obres de Mino da Fiesole, Desiderio da Settignano, Donatello, Domenico Veneziano, Filippo Lippi i Francesco Pesellino.
Joan va morir prematurament el 2 de novembre de 1463 a Florència, sent enterrat en la Basílica de Sant Llorenç de Florència.